# Рейнір Беувкес
Рейнір Бертус Беувкес (нід. Reinier Beeuwkes, 17 лютого 1884, Гаага, Південна Голландія — 1 квітня 1963, там само) — нідерландський футболіст, що грав на позиції воротаря.

## Життєпис
Виступав на позиції воротаря в клубі «Квік Ден Гаг», а потім перейшов у «Дордрехт» у 1903 році.
30 квітня 1905 року виступав у складі збірної Нідерландів, яка зіграла перший міжнародний футбольний матч в своїй історії. В Антверпені команда перемогла Бельгію з рахунком 4:1.
Беувкес залишався основним воротарем національної збірної до 1910 року. Зіграв 19 з перших 22 ігор команди, причому 13 з них Нідерланди виграли.
Кульмінацією його кар'єри стали літні Олімпійські ігри 1908 року в Лондоні, де футбол вперше став офіційною частиною олімпійської програми. Після того як Угорщина та Богемія зняли свої команди, Нідерланди без боротьби вийшли у півфінал. Там команда зазнала поразки від майбутніх олімпійських чемпіонів — Великої Британії, яку представляла Аматорська збірна Англії. Завоював з командою бронзові медалі завдяки перемозі над Швецією з рахунком 2:0.
У 1910 році Беувкес завершив активну кар'єру й емігрував до Голландської Ост-Індії. У 1926 році він переїхав до Південної Франції, перш ніж повернутися до Гааги в 1933 році.

## Особисте життя
Рейнір народився у лютому 1884 року у місті Гаага. Батько — Рейнір Бертюс Беувкес, був родом з Арнема, мати — Гелена Сюзанна Гюгюенін. Крім нього, у сім'ї була ще старша дочка на ім'я Гелена Сюзанна.
Працював регіональним секретарем в Голландській Ост-Індії. Був одружений на Христині Вілгелмін Кох, уродженці Амстердама. Їхній шлюб був зареєстрований 30 жовтня 1919 року в Амстердамі. У грудні 1928 року подружжя розлучилося.
Помер 1 квітня 1963 року у віці 79 років у Гаазі.

## Титули і досягнення
- Бронзовий призер Олімпійських ігор (1):

Нідерланди: 1908

## Статистика

### Статистика виступів за збірну
| Дата       | Місто     | Господарі        | Результат | Гості            | Турнір               | Голи | Примітки                 |
| ---------- | --------- | ---------------- | --------- | ---------------- | -------------------- | ---- | ------------------------ |
| 30-4-1905  | Антверпен | Бельгія          | 1 – 4     | Нідерланди       | товариський матч     | -    |                          |
| 14-5-1905  | Роттердам | Нідерланди       | 4 – 0     | Бельгія          | товариський матч     | -    |                          |
| 1-4-1907   | Гаага     | Нідерланди       | 1 – 8     | Англія           | товариський матч     | -    | Аматорська збірна Англії |
| 14-4-1907  | Антверпен | Бельгія          | 1 – 3     | Нідерланди       | товариський матч     | -    |                          |
| 9-5-1907   | Гарлем    | Нідерланди       | 1 – 2     | Бельгія          | товариський матч     | -    |                          |
| 29-3-1908  | Антверпен | Бельгія          | 1 – 4     | Нідерланди       | товариський матч     | -    |                          |
| 26-4-1908  | Роттердам | Нідерланди       | 3 – 1     | Бельгія          | товариський матч     | -    |                          |
| 10-5-1908  | Роттердам | Нідерланди       | 4 – 1     | Франція          | товариський матч     | -    |                          |
| 22-10-1908 | Лондон    | Велика Британія  | 4 – 0     | Нідерланди       | ОІ 1908 - 1/2 фіналу | -    |                          |
| 23-10-1908 | Лондон    | Нідерланди       | 2 – 0     | Швеція           | ОІ 1908 - За 3 місце | -    |                          |
| 25-10-1908 | Гаага     | Нідерланди       | 5 – 3     | Швеція           | товариський матч     | -    |                          |
| 21-3-1909  | Антверпен | Бельгія          | 1 – 4     | Нідерланди       | товариський матч     | -    |                          |
| 12-4-1909  | Амстердам | Нідерланди       | 0 – 4     | Англія           | товариський матч     | -    | Аматорська збірна Англії |
| 25-4-1909  | Роттердам | Нідерланди       | 4 – 1     | Бельгія          | товариський матч     | -    |                          |
| 11-12-1909 | Лондон    | Англія           | 9 – 1     | Нідерланди       | товариський матч     | -    | Аматорська збірна Англії |
| 13-3-1910  | Антверпен | Бельгія          | 3 – 2     | Нідерланди       | товариський матч     | -    |                          |
| 10-4-1910  | Гарлем    | Нідерланди       | 7 – 0     | Бельгія          | товариський матч     | -    |                          |
| 24-4-1910  | Арнем     | Нідерланди       | 4 – 2     | Німецька імперія | товариський матч     | -    |                          |
| 16-10-1910 | Клеве     | Німецька імперія | 1 – 2     | Нідерланди       | товариський матч     | -    |                          |
| Усього     |           | Матчів           | 19        |                  | Голів                | 0    |                          |